# 南桠河
南桠河，是中国长江流域的一条河流，汇入大渡河中游，属于大渡河水系。河长67千米，流域面积1220平方千米，年均流量58立方米每秒。自然落差2900米。水能理论蕴藏量53万千瓦。